# بيكسي وديكسي والسيد جينكس
بيكسي وديكسي والسيد جينكس (بالإنجليزية: Pixie and Dixie and Mr. Jinks)‏ هو مسلسل رسوم متحركة من إنتاج هانا-باربيرا ظهر كجزء منتظم من المسلسل كرتوني هكوبيري هوند شو (بالإنجليزية: The Huckleberry Hound Show)‏ من عام 1958 إلى عام 1961.

## الحبكة
المسلسل الكرتوني من بطولة الفئران ، بيكسي (بالإنجليزية: Pixie)‏ ( المؤدي الصوتي دون ميسيك) و ديكسي (بالإنجليزية: Dixie)‏ (المؤدي الصوتي داوس بتلر) ، والسيد جينكس القط (الذي أداها داوس بتلر أيضاً , منتحلاً شخصية مارلون براندو) الذي تتفوق عليه الفئران دائماً , اتبعت حبكة العرض نفسها وشخصياتها نفس المفهوم الأساسي مثل توم وجيري ، سلسلة أفلام حنا وباربيرا تم تطويره لـ MGM ؛ نظراً لأن هانا وباربيرا كانا مقيدين بميزانية منخفضة للتلفزيون ، فقد أكد كل من بيكسي وديكسي والسيد جينكس على الفكاهة اللفظية للتعويض عن الرسوم المتحركة المحدودة مقارنة بالكوميديا الجسدية التي يستخدمها أفلام توم وجيري.

## روابط خارجية
- بيكسي وديكسي والسيد جينكس على موقع IMDb (الإنجليزية)
- بيكسي وديكسي والسيد جينكس على موقع كينوبويسك (الروسية)
- بيكسي وديكسي والسيد جينكس على موقع ألو سيني (الفرنسية)
- بيكسي وديكسي والسيد جينكس على موقع قاعدة بيانات الفيلم (الإنجليزية)